# Y-9 (航空機)
Y-9
2021年のY-9
- 用途：輸送機
- 設計者：彭飛[1]
- 製造者：陝西飛機工業公司
- 運用者： 中国（中国人民解放軍空軍）
- 初飛行：2010年11月
- 生産数：各型計83機以上（2019年）[2]
- 運用状況：配備中
- 原型機：Y-8 (Y-8F-600)

Y-9（中国語：运-9/運輸-9）は、中華人民共和国製の多用途中型輸送機であり、陝西飛機工業公司（Shaanxi Aircraft Company）がY-8の後継として開発した航空機である。

## 概要
Y-9の製造は陝西飛機工業公司が担当している。従来から中国人民解放軍で運用されているY-8後継として、新たに20トンの輸送力を持つ中型輸送機として開発された。設計主任はY-8の設計にも関わった彭飛で、Y-8の改良で得られた操縦系統などの先進技術が導入されるという。
新しい機体を導入するのは1975年から生産されているY-8が、性能的に陳腐化したためである。Y-8は旧ソビエト連邦（現在はウクライナ）のアントノフ設計局のAn-12（1957年初飛行）をライセンス生産したものであるが、Y-9はY-8F-600をベースとした中国の独自開発機である。
7個のマルチ・ファンクション・ディスプレイを有するグラスコクピットを採用し、エンジンは FW6JC を4基搭載。 プロペラは複合材料を使用した6枚羽の新しいJL-4型6枚翅で、水平尾翼の翼端には補助垂直安定板が装備される。

## 派生型

### 輸送機型
Y-9
基本型。
Y-9E
輸出型。
Y-9YL
医療後送（MEDEVAC）用で、機内には医療設備が搭載されている。

### 「高新プロジェクト」シリーズ
Y-8を母機として特殊任務機などのハイテク機を開発した「高新プロジェクト」はY-9にも引き継がれており、Y-9をベースにした特殊任務機もプロジェクト番号を用いて「高新8号」（GX-8）のように称されることがある。文献によっては英訳のHigh Newと称され、例えばGX-8を”High New 8”と表記することもある。
なお、プロジェクト番号と機種名は文献によってばらつきがあるが、本稿では基本的にJ. Michael Dahmの分類に準拠する。
KJ-200 (空警-200, GX-5, 高新5号)
Y-8F-600をベースにしたY-8シリーズの早期警戒機。Y-9の派生型として分類されることもある。
KQ-200 (GX-6, 高新6号)
Y-8F-600をベースにしたY-8シリーズの対潜哨戒機。Y-9の派生型として分類されることもある。
Y-9JB (Y-9JZ, GX-8, 高新8号)
SIGINT/ELINT型。海軍と空軍が運用中。
機首、前部胴体側面、後部胴体側面にアンテナを装備している。
台湾国防部はY-8 RECCE（運-8 技偵機）、自衛隊（統合幕僚監部）はY-9情報収集機と呼称している。
Y-9XZ (GX-9, 高新9号)
心理戦型。Y-8XZ (GX-7)の置き換え用で、空軍が運用中。
Y-8XZ同様に敵国の放送を妨害・ジャックしてメッセージを送信する役割を担う。
KJ-500 (空警-500, Y-9W, GX-10, 高新10号)
早期警戒機型。空軍と海軍が運用中。
Y-8 AEW、ZDK-03と似た円盤形のレドームを装備している。レドーム内にはKJ-2000に搭載されたK/LLQF01の小型軽量版のAESAレーダーを3面三角形状に配置している。性能については2013年1月の中国のテレビの報道によれば、470km先の60〜100の標的を同時追跡することができるとしている。
KJ-200の後継と見られており、2015年より運用開始。
中国人民解放軍の機関誌｢中国国防報｣は、｢(KJ-500は)中国空軍の早期警戒システムの要になるだけでなく、中国初の国産航空母艦に搭載される可能性が高い｣と報じている。2018年に空中給油プローブを装備した機体が確認された。
Y-9G（GX-11）
ECM（ジャミング）型。Y-8G(GX-3)の置き換え用で、空軍が運用中。
機首下、前部・後部胴体側面、尾翼（側面に2つ、上に1つ）とアンテナを装備する。
台湾国防部はY-9 EW（運-9 通信對抗機）、自衛隊はY-9電子戦機と呼称している。
Y-9DZ (Y-9X, GX-12, 高新12号)
Y-9JBとは異なるELINT機。胴体下部にSARアンテナが装備されているなど、外見上もY-9JBと異なる点がある。
自衛隊はY-9情報収集機と呼称している
Y-9T (GX-13, 高新13号)
通信中継機。潜水艦との通信が可能とされる。
Y-9Q (Y-9FQ, GX-14?, 高新14号?)
対潜哨戒機型。海軍が運用中であると考えられている。
KQ-200と比較して、機首付近のレーダー配置が異なるほか、尾部のMADが小型化されているなどの差異が見られる。2023年1月時点で南海艦隊に就役しているとされている。
KJ-700 (空警-700)
早期警戒機型。KJ-500から改良が行われており、空軍と海軍が運用中と考えられている。
Y-9LG
電子戦機（長距離ジャミングプラットフォーム）。早期警戒機のKJ-200と類似した平均台型のアンテナを搭載しているが、Y-9LGには攻撃用アレイが搭載されているとされる。これを用いることで、複数のターゲットに対して遠距離から複雑な電子攻撃を行うことが可能であると考えられている。また、複数のESMアンテナが搭載されていることから、情報収集、監視、偵察（ISR）の活動に従事することも可能であるとされており、戦場における敵の調整能力（指揮統制通信、レーダー、航法システムなど）に対する攻撃を行う機体であると考えられている。2017年後半には衛星画像で確認されていたが、それ以降目撃されることはほとんどなく、2023年初頭になって配備が報告された。従来はKJ-200の派生型として考えられ、KJ-200Bと称されることもあった。
- Y-9JB (GX-8) 海軍所属機
- Y-9JB (GX-8) ロービジ塗装機
- KJ-500 (GX-10)
- Y-9G (GX-11)
- Y-9DZ (GX-12)
- Y-9LG

## 運用

### 運用国
中華人民共和国
- 中国人民解放軍空軍 - Y-9 30機以上、KJ-500 8機、Y-9XZ 4機、Y-9G 4機、Y-9JZ (GX-8) 8機、Y-9X 2機
- 中国人民解放軍海軍 - Y-9Q (KQ-200) 8機 、KJ-500 8機、Y-9JZ (GX-8) 8機
- 中国人民解放軍陸軍 - Y-9 2機[29]

 ミャンマー
ミャンマー空軍 - Y-9E 1機、2017年11月に発注。

### 中国での運用

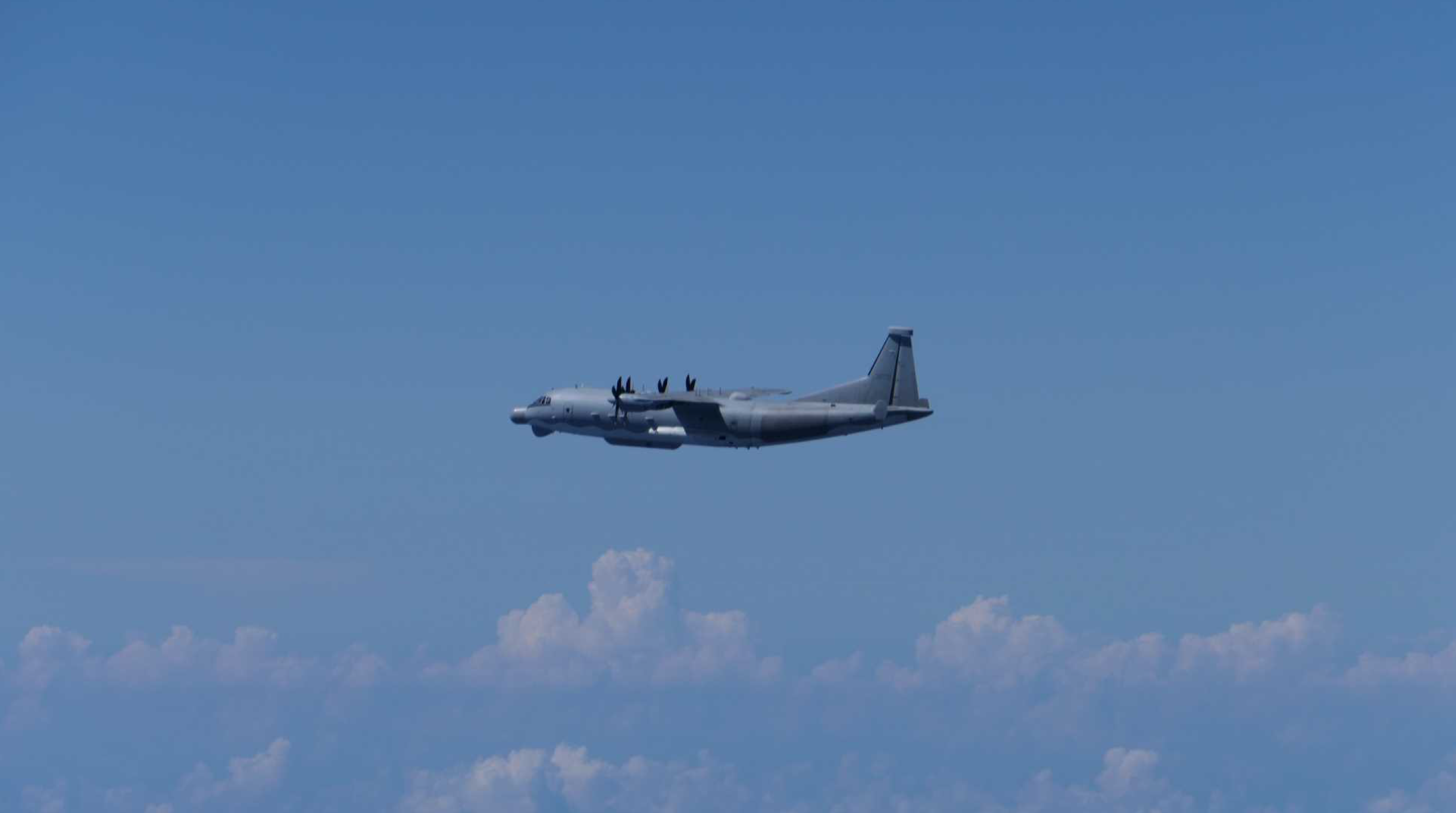
2024年8月26日に長崎県で日本の領空を侵犯したY-9

2012年11月19日、中国網はY-9が中国人民解放軍空軍に既に就役済みと報じた。2016年12月23日には、中国人民解放軍陸軍の航空隊に就役した。
また、2020年頃から人民解放軍は「高新プロジェクト」シリーズの特殊任務機を頻繁に台湾の防空識別圏へ進入させるようになっている。
2024年8月には、長崎県の男女群島でY-9情報収集機が日本の領空を侵犯した。これは中国の軍用機が日本の領空を侵犯する初めての事例となった。
タイ王国空軍と人民解放軍の合同演習である「ファルコンストライク」において、KJ-500やY-9LGが投入されている。

## 諸元
- 乗員:4名
- 乗客（兵士輸送時）:132名
- 全長:36.065 m[3]
- 翼幅:38 m[3]
- 貨物室:奥行16.2m × 幅3.2m × 高さ2.6m（翼下高2.35m）
- 全高:11.210 m[3]
- 最大速度:660 km/h[3]
- 経済時速:520-580 km[3]
- 巡航速度:550 km/h
- 空虚重量:39,000 kg
- 離陸滑走距離:1,350 m[3]
- 着陸滑走距離:1,300 m[3]
- 最大離陸重量: 65,000 kg[3]
- 最大積載量:20 t[3]
- 最大航続距離:5,200 km[3]
- 上昇限度:10,100 m
- 発動機:渦槳6C/FWJ-6C（英語版） ターボプロップ (5,100 ehp) ×4[3]

## 登場作品

### 漫画
『空母いぶき』
KJ-500が登場。
殲20などの中国海軍戦闘機との戦術データ・リンクを統べており、多良間島上空にて護衛の殲15を伴って警戒行動を行っていたが、航空機搭載型護衛艦「いぶき」から飛び立ったF-35JBの急襲によって撃墜される。